# 6769 Brokoff
A 6769 Brokoff (ideiglenes jelöléssel 1985 CJ1) a Naprendszer kisbolygóövében található aszteroida. Antonín Mrkos fedezte fel 1985. február 15-én.